# Угловский (посёлок)
Угловский — упразднённый посёлок в Карасукском районе Новосибирской области. На момент упразднения входил в состав Ирбизинского сельсовета. Исключен из учётных данных в 1971 году.

## География
Посёлок располагался у озера Угловое, в 8,5 км (по прямой) к юго-востоку от дерени Кукарка.

## История
Посёлок был основан в 1922 г. В 1928 году посёлок Угловой состоял из 92 хозяйств. В административном отношении входил в состав Николаевского сельсовета Баклушевского района Барабинского округа Сибирского края.
Решением Новосибирского облисполкома от 04.01.1971 г. № 2 посёлок исключен из учётных данных как фактически не существующий.

## Население
В 1928 году в посёлке проживало 163 человека (77 мужчин и 86 женщин), основное население — русские.